# فاليري ليخاتشوف
فاليري ليخاتشوف (بالروسية: Лихачёв, Валерий Николаевич) مواليد 5 ديسمبر 1947 في تتارستان، روسيا، هو دراج روسي سابق. سبق أن شارك في دورة الألعاب الأولمبية الصيفية وفاز بميدالية أولمبية.

## سجل النتائج

### سباقات أو مراحل فاز بها
- بطولة العالم لسباق الدراجات على الطريق

## الميداليات
| الميدالية | المسابقة                       |
| --------- | ------------------------------ |
| ذهبية     | الألعاب الأولمبية الصيفية 1972 |

## روابط خارجية
- فاليري ليخاتشوف على موقع أرشيف الدراجات (الإنجليزية)
- فاليري ليخاتشوف على موقع أوليمبيديا (الإنجليزية)